# Seiko Hashimoto
Seiko Hashimoto (jap. 橋本 聖子 Hashimoto Seiko; ur. 5 października 1964 w Hayakita na Hokkaido) – japońska polityk Partii Liberalno-Demokratycznej, uprzednio łyżwiarka szybka, brązowa medalistka olimpijska i trzykrotna medalistka mistrzostw świata.

## Kariera sportowa

### Łyżwiarstwo
Pierwszy sukces w karierze Seiko Hashimoto osiągnęła w 1982 roku, kiedy zdobyła brązowy medal w wieloboju podczas mistrzostw świata juniorów w Innsbrucku. W tej samej konkurencji była też druga na rozgrywanych rok później mistrzostwach świata juniorów w Sarajewie. W 1984 roku wzięła udział w igrzyskach olimpijskich w Sarajewie, gdzie jej najlepszym wynikiem było jedenaste miejsce w biegu na 500 metrów. Blisko podium była na sprinterskich mistrzostwach świata w Karuizawie w 1986 roku i rozgrywanych rok później wielobojowych mistrzostwach świata w West Allis, jednak w obu przypadkach zajmowała czwarte miejsce. Walkę o medal przegrywała odpowiednio z Amerykanką Bonnie Blair i Holenderką Yvonne van Gennip.
We wszystkich startach na igrzyskach w Calgary w 1988 roku plasowała się w czołowej dziesiątce. W biegach na 500 i 1000 m była piąta, na dystansach 1500 i 5000 m była szósta, a na 3000 m zajęła siódme miejsce. Pierwszy medal wśród seniorek wywalczyła rok później, na sprinterskich mistrzostwach świata w Heerenveen, gdzie była trzecia za Bonnie Blair i Christą Rothenburger z NRD. W 1990 roku zdobyła srebrny medal na wielobojowych mistrzostwach świata w Calgary, przegrywając tylko z Jacqueline Börner z NRD. Medal przywiozła także z igrzysk olimpijskich w Albertville, zajmując trzecie miejsce na dystansie 1500 metrów. Na podium przed nią znalazły się dwie Niemki: Jacqueline Börner i Gunda Niemann. W tym samym roku trzecia była także podczas wielobojowych mistrzostw świata w Heerenveen, ulegając Gundzie Niemann i reprezentującej Austrię Emese Hunyady. Brała też udział w igrzyskach w Lillehammer w 1994 roku, gdzie jej najlepszym wynikiem było szóste miejsce na 3000 metrów. Wielokrotnie stawała na podium zawodów Pucharu Świata, odnosząc przy tym sześć zwycięstw. Najlepsze wyniki osiągnęła w sezonie 1990/1991, kiedy była druga w klasyfikacjach końcowych 500 m i 1000 metrów. Ponadto w sezonie 1989/1990 była trzecia w klasyfikacji 1000 m.
Od 2006 roku jest prezesem Japońskiej Federacji Łyżwiarskiej.

### Kolarstwo
Równocześnie ze startami w łyżwiarstwie szybkim Seiko Hashimoto brała udział w zawodach w kolarstwie torowym. W 1988 roku wystąpiła w sprincie indywidualnym na igrzyskach olimpijskich w Seulu, jednak nie awansowała do finału. Na rozgrywanych cztery lata później igrzyskach w Barcelonie wystartowała w indywidualnym wyścigu na dochodzenie. Rywalizację zakończyła jednak na rundzie eliminacyjnej, zajmując ostatecznie jedenastą pozycję. Podczas igrzysk olimpijskich w Atlancie w 1996 roku jej najlepszym wynikiem było dziewiąte miejsce w wyścigu punktowym. Na tej samej imprezie wzięła też udział w indywidualnym wyścigu na dochodzenie, jednak odpadła już w rundzie kwalifikacyjnej. Ostatecznie została sklasyfikowana na ostatnim, dwunastym miejscu. Nigdy nie zdobyła medalu na mistrzostwach świata w kolarstwie torowym. Zdobyła za to brązowy medal w indywidualnym wyścigu na dochodzenie podczas igrzysk azjatyckich w Seulu w 1986 roku.

## Polityka
Już w połowie lat 90. XX wieku Hashimoto rozpoczęła karierę w polityce. W 1995 roku została wybrana do Izby Radców, wyższej izby Zgromadzenia Narodowego z ramienia Partii Liberalno-Demokratycznej. W latach 2000–2001 była wiceministrem do spraw rozwoju Hokkaido, w latach 2001-2003 była członkiem Komitetu Edukacji, a od 2003 roku była zastępcą sekretarza generalnego PLD. W latach 2008–2009 była wiceministrem spraw zagranicznych w okresie rządów premiera Tarō Asō.